# 23638 Nagano
23638 Nagano este un asteroid din centura principală de asteroizi.

## Descriere
23638 Nagano este un asteroid din centura principală de asteroizi. A fost descoperit pe 6 ianuarie 1997 la Chichibu de Naoto Satō. Asteroidul prezintă o orbită caracterizată de o semiaxă mare de 2,34 ua, o excentricitate de 0,07 și o înclinație de 5,5° în raport cu ecliptica.